# Álvaro Eugénio Neves da Fontoura

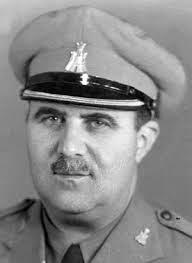
Álvaro Eugénio Neves da Fontoura

Álvaro Eugenio Neves da Fontoura (* 24. Juli 1891 in Trás-os-Montes, Bragança, Portugal; † 16. Dezember 1975 in Lissabon) war ein portugiesischer Offizier, Kolonialverwalter und Politiker.

## Werdegang

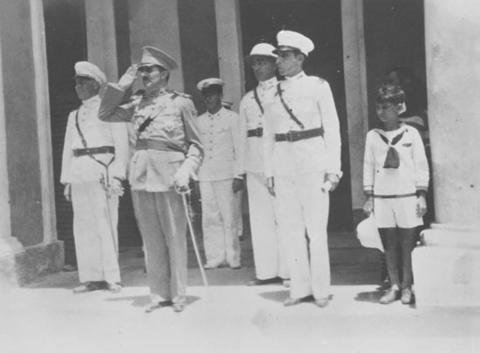
Fontoura in Timor

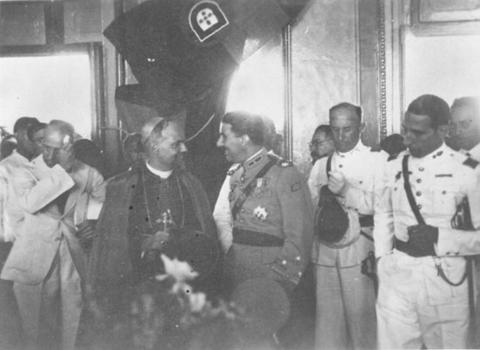
Gouverneur Fontoura mit José da Costa Nunes, dem Bischof der Diözese

Fontoura absolvierte an der Escola de Guerra (Kriegsschule) einen Kurs als Militäringenieur (Engenharia Militar). An der Universität von Porto erhielt er eine Lizenz als Zivilingenieur (Licenciatura em Engenharia Civil).
Von 1920 bis 1925 war Fontoura Direktor für Öffentliche Arbeiten (Serviços de Obras Públicas). Dann war er Ingenieur bei der städtischen Gebäudeverwaltung der Lissaboner Stadtverwaltung bis 1927 und bis 1937 Direktor der Eisenbahn in Mosambik. Parallel dazu unterrichtete Fontoura am Colégio Militar (1925–1937), Professor an der Escola Superior Colonial (1932–1947) und Präsident des Zentralrates für Arbeit und Einwanderung des Überseeministeriums (Junta Central de Trabalho e Emigração do Ministério do Ultramar, 1937–1960).
Von 1937 bis 1940 war Fontoura als Oberstleutnant der Armee (tenente-coronel) Generalgouverneur der Überseeprovinz von Portugiesisch-Timor. Er führte die von seinem Vorgänger Teófilo Duarte (1926–1928) eingeführte Praxis weiter, die timoresischen Einheimischen in neue, sogenannte „Eingeborenendörfer“ umzusiedeln, da man die weit verstreuten und schwer zugänglichen Siedlungen kaum unter militärische Kontrolle bringen, noch unter eine koloniale Verwaltung stellen konnte. Die Timoresen wehrten sich oft gegen die Zwangsumsiedlungen. Sie wollten weder von ihren heiligen Stätten fort, noch in neue Siedlungen, die teilweise im malariaverseuchten Tiefland lagen.
Fontoura organisierte auch die Erstellung eine Fotoserie mit 552 Bildern von verschiedenen Ethnien in Portugiesisch-Timor. Dazu wurde auch eine ethnographische Karte der Kolonie erstellt. Das Gesamtwerk findet sich im Álbum Fontoura.
1939 verabschiedete Fontoura den Colonia Penal Agricola da Timor (Koloniales Strafgesetzbuch für das ländliche Timor), um Strafgefangene besser lokalisieren zu können. Im selben Jahr wurde eine Schulbildung für Timoresen eingeführt, die ihnen Tätigkeiten in der unteren Verwaltungsebene ermöglichen sollte.
Von 1939 bis 1961 war Fontoura Professor am Instituto Superior de Ciências Sociais e Política Ultramarinas de Lisboa. In der vierten Legislaturperiode (1945–1949) war er Abgeordneter im portugiesischen Parlament für den Wahlkreis Macau und von 1940 bis 1944 Staatsminister für Kolonien. 1947 war er Mitglied des Technischen Beirats für Kolonialentwicklung, von 1947 bis 1958 Mitglied des Sachverständigenausschusses für Sozialpolitik der nicht-städtischen Territorien und von 1940 bis 1961 Sprecher des Überseerates (Conselho Ultramarino).

## Familie
Fontoura war ab 1916 mit Mariana Adelaide Santos de Lemos verheiratet und hatte zwei Söhne und eine Tochter.